# Instituto Argentino de Normalización y Certificación
El Instituto Argentino de Normalización y Certificación (originalmente Instituto de Racionalización Argentino de Materiales: IRAM) es el instituto encargado de la normalización y certificación, en Argentina. 
Se trata de una asociación civil privada sin fines de lucro cuyos orígenes se remontan al 2 de mayo de 1935. Fue el primer organismo de normalización en América Latina.[cita requerida]
Desde 1998 es miembro pleno del organismo internacional de certificación IQNet, y desde el año 2000 forma parte de su consejo directivo. Por otra parte, es miembro representante de la Organización Internacional para la Estandarización (International Organization for Standardization, ISO) en Argentina.
Tiene convenios con distintos organismos internacionales, y con universidades. Entre los primeros, se encuentran AENOR, AFNOR y ABNT; mientras que entre las universidades se cuenta la UBA y la UNLP, entre otras. 
Desde el año 2003 es miembro de ITSIG (Information Technology Strategies Implementation Group) de la ISO.
El IRAM cuenta con distintas filiales dentro de Argentina y filiales en Bolivia, Chile, Ecuador y Perú.
IRAM es el representante argentino de la ISO, en la “Comisión Panamericana de Normas Técnicas” (COPANT) y en la Asociación Mercosur de Normalización (AMN).

## Actividades
Las actividades del IRAM podrían englobarse dentro de cuatro apartados básicos: 
- Normalización,
- Certificación,
- Capacitación y
- Documentación.

Dentro del área de certificación, cuenta con convenios con el INTI, la SEGEMAR y el APSE.

## Norma IRAM
Las normas IRAM son las normas técnicas del Instituto Argentino de Normalización y Certificación.